# Heřmanice u Oder
Heřmanice u Oder (in tedesco Gross Hermsdorf) è un comune della Repubblica Ceca facente parte del distretto di Nový Jičín, nella regione della Moravia-Slesia.